# Ołowiannaja
Ołowiannaja (ros. Оловянная) – osiedle typu miejskiego w Rosji, w Kraju Zabajkalskim, ośrodek administracyjny rejonu ołowiannińskiego. W 2010 liczyło 8406 mieszkańców.